# Paracroria major
Paracroria major là một loài bướm đêm trong họ Noctuidae.